# Koenigsegg Agera S
LAgera S est une supercar du constructeur automobile suédois Koenigsegg produite à partir de 2012. Il s'agit d'une version évoluée de la Koenigsegg Agera, son châssis monocoque extra-léger est constitué de fibre de carbone, d'aluminium en nid d'abeilles et de kevlar ; le toit est amovible.

## Description
Le modèle Koenigsegg Agera S dispose de roues en fibre de carbone. Grâce à une aérodynamique améliorée, l'Agera S a une vitesse de pointe de plus de 400 km/h grâce à un moteur à essence à double turbocompresseur développant 1 030 chevaux. L'Agera S dispose d'un toit rigide amovible et escamotable. Elle a été produite en cinq exemplaires.

## Version spéciale Koenigsegg Agera S Hundra

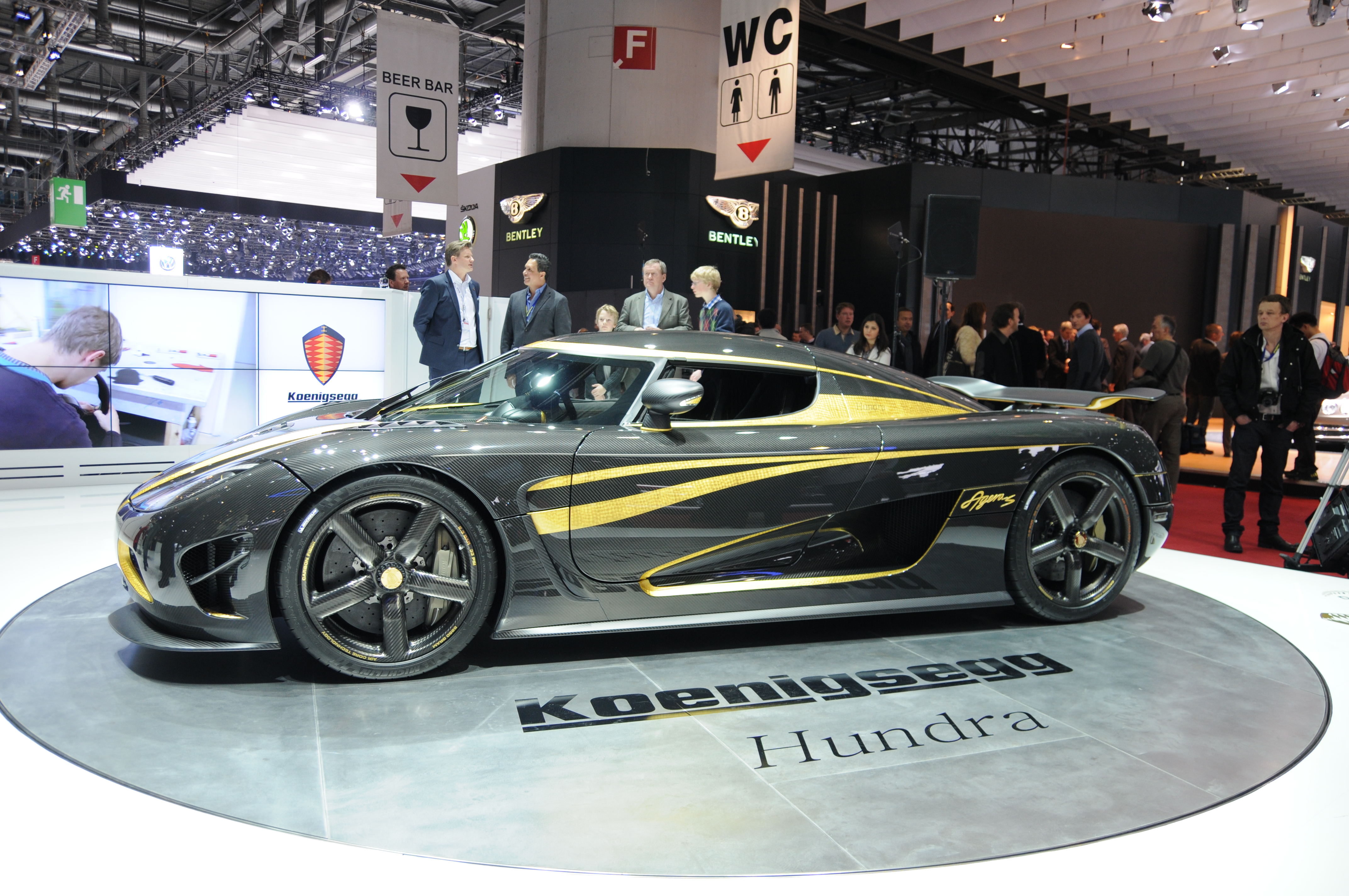
Koenigsegg Agera S Hundra à Genève en 2013.

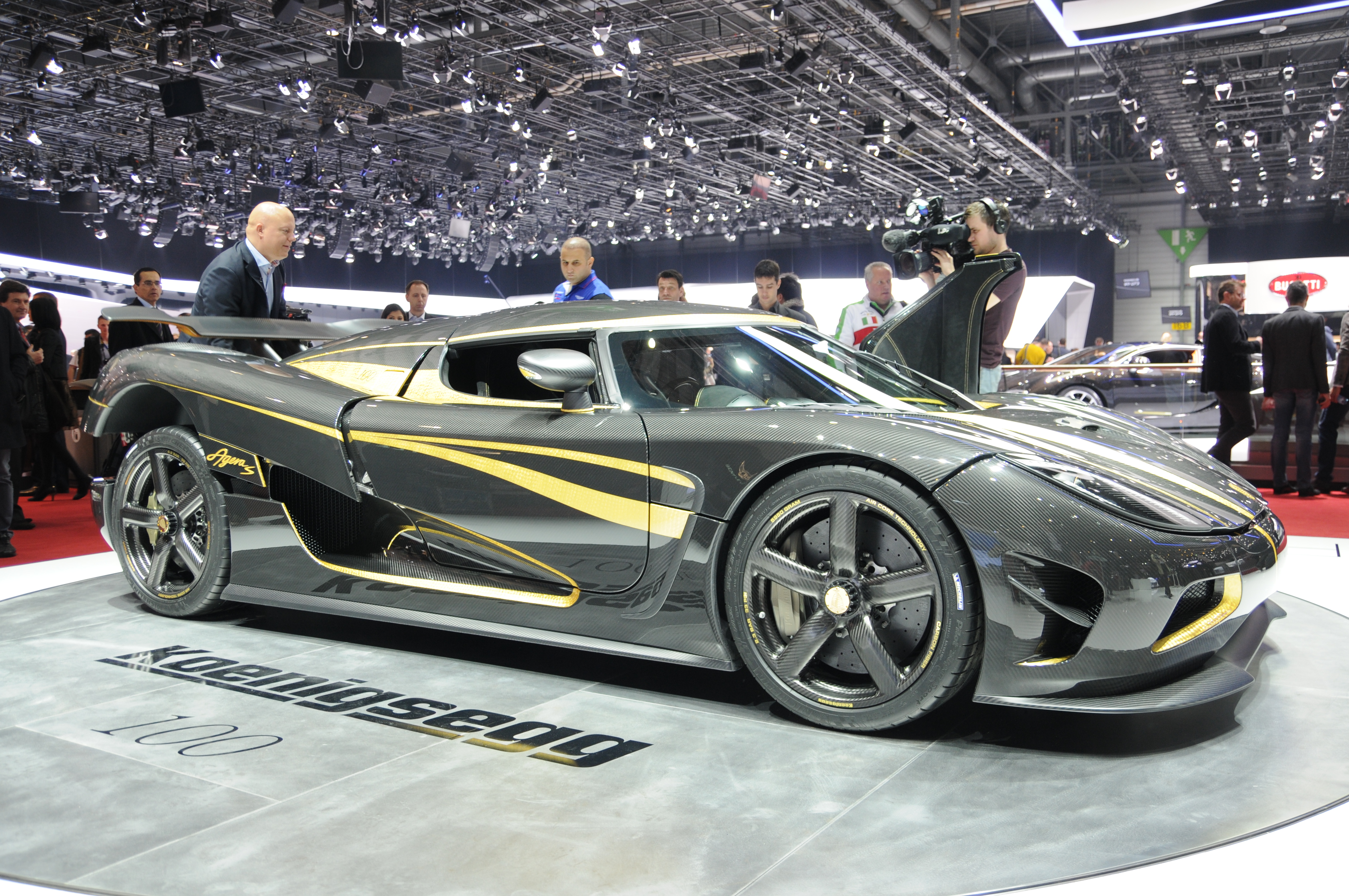
Koenigsegg Agera S Hundra à Genève en 2013.

En 2013, pour célébrer son centième véhicule, Koenigsegg présente une version unique, la Agera S Hundra (« cent » en suédois). Ce modèle, en carbone noir, possède des composants, tels que l'aileron ou les prises d'air, plaqués à la feuille d'or 24 carats. Sa puissance est de 1 030 chevaux. Contrairement aux autres Agera S, elle ne dispose pas d'un moteur flex fuel et ne peut utiliser le carburant E85. Elle a été présentée au quatre-vingt-troisième salon international de l'automobile de Genève.